# بونيين سيلفان
بونيين سيلفان هو فيلم ملحمي تاريخي هندي باللغة التاميلية قادم من إخراج ماني راتنام وبطولة كارثي،جايام رافي،فيكرام،آيشواريا راي وسارا أرجون.من المقرر عرض الفيلم في صيف 2022.

## روابط خارجية
بونيين سيلفان على موقع IMDb (الإنجليزية)
- بونيين سيلفان على موقع روتن توميتوز (الإنجليزية)
- بونيين سيلفان على موقع قاعدة بيانات الفيلم (الإنجليزية)
- بونيين سيلفان على موقع ليتربوكسد (الإنجليزية)
- بونيين سيلفان على موقع كينوبويسك (الروسية)